# Гузар Михайло Іванович
д-р Михайло Іванович Гузар (1 квітня 1892, Бучач, нині Тернопільська область — 15 квітня 1976, Нью-Йорк) — український правник, адвокат, військовик, громадський діяч, літератор у Галичині та США.

## Життєпис
Народився 1 квітня 1892 року в м. Бучачі (нині Тернопільської області, Україна, тоді Бучацький повіт, Королівство Галичини та Володимирії, Австро-Угорщина).
У Бучачі закінчив початкову школу та місцеву державну гімназію, під час навчання в якій був провідним членом драгоманівського гуртка у 1909—1913 роках разом із Корнелем Кізюком (голова гуртка в 1912—1914 — Іван Балюк). Потім розпочав правничі студії у Львівському університеті, які закінчив після воєн.
Від 1914 року — в лавах Легіону УСС. Воював у складі сотні Дмитра Вітовського, з нею також відбув усі походи, у 1916 році мав ранг стрільця 5 сотні Першого полку УСС. Брав участь у польсько-українській війні у лавах УГА (мав ранг четаря), перебував 9 місяців у польському полоні. Адвокатську практику в Перемишлянах проходив у земляка — доктора Франца Свістеля. Потім працював адвокатом у Перемишлянах, де відкрив власну адвокатську канцелярію, яку провадив до 1939 року і припинив через більшовицьку окупацію Західної України. Під час другої світової перебував на Заході, згодом емігрував до США.
Автор спогадів:
- Перший Свят-Вечір на фронті (у збірнику За волю України, Нью-Йорк, 1967)[6]
- Жмут спогадів про Бучач (у збірнику «Бучач і Бучаччина», 1972, зокрема, «Державна гімназія в Бучачі перед першою світовою війною», «Бучач в перших роках по першій світовій війні»)

Для заснування та діяльності Гарвардського Центру Українських Студій (тепер «Український науковий інститут Гарвардського університету») виплатив 500 USD, на видання книги «Бучач і Бучаччина» виплатив 100 USD.
Помер 15 квітня 1976 року в м. Нью-Йорку. Похований у м. Саут-Баунд-Бруку (США).